# پلی‌ایسم
پلی‌ایسم (انگلیسی: Playism) شرکت بازی ویدئویی ژاپنی است، که در سال ۲۰۱۱ تأسیس شد.